# Jean Hemmen
Jean Hemmen, né le 19 juillet 1910 dans le 13e arrondissement de Paris et mort fusillé le 11 août 1942 au Mont-Valérien, est un militant communiste, résistant durant la Seconde Guerre mondiale. Il a été actif en France et en Espagne.

## Biographie

### Jeunesse et engagement militant
Jean Hemmen est né le 19 juillet 1910 dans le 13e arrondissement de Paris, d'un père mouleur sur plâtre. Il se politise très vite et devient adhérant aux Jeunesses communistes à Sevran en 1927, âgé de 17 ans. 
Formé dans une école régionale, il devient permanent des Jeunesses communistes en 1929. Responsable du travail illégal pour la jeunesse, il est envoyé en qualité d'instructeur à Grenoble (Isère) puis dans le Nord, à Valenciennes, pour coordonner l’agitation antimilitariste.
En mars-avril 1931 il est l'un des principaux meneurs de la grève des mineurs unitaires du Nord, aux côtés notamment de Victor Michaut.
Il est élu au comité central lors du congrès des jeunesses communistes, tenu du 11 au 16 juin 1932 à Montigny-en-Gohelle. Il est permanent illégal militaire d'octobre 1932 à 1933.
En 1934, il vit en URSS comme référent au KIM (Internationale communiste des jeunes), où il rencontre sa future épouse, Paulette Kérihuel (1914-1985).

### Dans les Brigades internationales
Jean Hemmen organise l’aide matérielle aux jeunes communistes d’Espagne en faisant passer des vivres et des vêtements, dès juillet 1936. Il est commissaire politique de la XIVe Brigade internationale (La Marseillaise) en remplacement de François Vittori, du 7 mars au 19 avril 1938.
L'historien Jacques Delperrié de Bayac lui attribue l'ordre d'exécution d'un officier dans les rangs franco-belges.
Blessé à la poitrine et remplacé à son poste par Henri Rol-Tanguy, Hemmen travaille au comité d'aide au peuple espagnol, tout en étant secrétaire de l'amicale des volontaires de l’Espagne républicaine. En 1939 il ne sera pas réélu aux jeunesses communistes.

### Dans les rangs de l'Organisation spéciale et des FTPF
En 1940, il est militant communiste clandestin et chargé de mener des opérations de formation, de comité populaire, de propagande et de sabotage dans les entreprises de la banlieue sud-ouest de Paris, en particulier à Boulogne-Billancourt. En 1941, la direction du parti le postera à l'Organisation spéciale (OS), organisation de combat armé qui fera naître les FTPF. Il est successivement chef de groupe, chef de détachement, chef de compagnie, puis devient commandant de la subdivision sud-ouest des FTP de la région parisienne en mars 1942, puis début avril, coordinateur de la région parisienne.

### Exécution et titre posthume
Capturé le 28 avril 1942 à Saint-Ouen, inscrit en tant que otage le 7 août 1942  il est fusillé le 11 août 1942  par l'armée allemande au Mont-Valérien, Suresnes.
Il est inhumé le 3 décembre 1944 dans le carré militaire du cimetière de Boulogne-Billancourt. Il est intégré chef de bataillon dans l’armée régulière à titre posthume en 1946.

### Famille
Il est l'oncle de la résistante sevranaise, Denise Albert et fut marié à Paulette Kérihuel, qui avait adhéré aux jeunesses communistes le 1er juillet 1934 et qu’il rencontra lors de l’Internationale communiste des jeunes (KIM) en URSS.

### Distinction
La mention « Mort pour la France » lui est attribuée par le Secrétariat général aux Anciens Combattants en date du 19 juillet 1945.